# 塔岛冢雉
塔岛塚雉（学名：Megapodius tenimberensis）是一种分布在印度尼西亚塔宁巴尔群岛的小型塚雉。有时被视为橙脚塚雉的一个亚种。
这是一种体型与家鸡相当的陆生鸟类，生活森林和灌木丛生境中。
这种鸟以种子、掉落的果实和陆生无脊椎动物为食。像其他塚雉一样，它们会使用沙子、落叶和其他有机碎片筑巢，并通过有机物质分解产生的热量孵化卵。